# Willa Claaszena w Sopocie
Willa Claaszena – jedna z trzech najbardziej charakterystycznych rezydencji położonych w Sopocie nad brzegiem morza, przy ul. Poniatowskiego 8, róg al. Wojska Polskiego, nazywanej też przez mieszkańców w okresie powojennym „al. Prominentów”, należąca do kupca cukrem i maszynami, brokera ubezpieczeniowego, konsula amerykańskiego i kolekcjonera dzieł sztuki Ernsta Augusta Claaszena (1853-1924). Po 1945 nazywana też „bierutówką”.

## Historia
Rodzina Claaszena należała do zamieszkałej w Gdańsku zamożnej wyższej klasy średniej pochodzenia flamandzkiego, która przez pokolenia była właścicielami domów mieszczańskich w Gdańsku. Ernsta Augusta Claaszena jako kolekcjonera antyków i dzieł sztuki ukształtowały historia rodziny, jak również rodzinna pasja dla gdańskiej sztuki i kultury.
W 1902 Claaszen nabył grunt pod swoją willę przy plaży w Sopocie, przy ówczesnej Parkstrasse. Willa została zbudowana w latach 1903-1904 według planów architekta Waltera Schulza. Budowę rozpoczęto we wrześniu 1903, a wiosną roku kolejnego przypominający niewielki pałacyk trzykondygnacyjny dom z wieżyczkami i wykuszami był już gotowy do użytku. Wnętrza Claaszen zapełnił dziełami sztuki i drogimi meblami. Gdy w 1910 przez środek posesji wytyczono ulicę, na jego cześć w 1910 nazwano ją Ernststrasse, zaś rezydencji nadano nr 8. W wyniku powojennego kryzysu Ernst Claaszen popełnił w 1924 samobójstwo, zaś jego żona Martha wraz z córką Ruth były zmuszone sukcesywnie pozbywać się rodzinnego majątku. Willa została zakupiona w 1928 przez pochodzącego z Królewca Oskara Meltznera, właściciela firmy Vulkan-Eisengiesserei (odlewni żeliwa Vulkan) w Gdańsku. Kiedy zmarł w 1932, w willi zamieszkał jego syn Herbert. Na początku 1945, jego żona z dwójką dzieci ewakuowała się z Sopotu morzem, zaś Herbert Meltzner został powołany do gdańskiej obrony cywilnej. 23 marca 1945 Sopot został zajęty przez wojska radzieckie. 
Po zakończeniu II wojny światowej willa została przejęta przez urząd ówczesnego prezydenta RP Bolesława Bieruta. Następnie mieszkał w niej Eugeniusz Kwiatkowski, delegat rządu ds. wybrzeża (1945-1948), przebywali członkowie centralnych władz, wielokrotnie premier Józef Cyrankiewicz wraz z małżonką Niną Andrycz (od 1955) i jej przyjaciółką Barbarą Wachowicz. Willa do 1980 wchodziła w skład miejscowego wypoczynkowego kompleksu rządowo-wojskowego, formalnie początkowo - Wypoczynkowego Ośrodka Rządowego (-1956), następnie była jednym z obiektów wypoczynkowych Urzędu Rady Ministrów (1956-1981). W tym okresie było utrzymywane specjalne przejście pomiędzy rezydencją i sąsiednim Wojskowym Domem Wypoczynkowym, który powstał w 1956 po wydzieleniu się z WORz. W 1981 willa stała się własnością miasta Sopotu, w latach 1984-2000 mieściła Poradnię Psychologiczno-Pedagogiczną, od 2001 jest siedzibą Muzeum Sopotu.